# 米切尔·羅伯茨
米切尔·安東尼·羅伯茨（英語：Mitchell Anthony Roberts，2000年9月16日—）是一名英格蘭足球運動員，司職後衛，現效力於英格蘭足球全國聯賽北球會波士頓聯。

## 職業生涯

### 伯明翰
2011年羅伯茨便加入伯明翰青年足球學院，並在2017年獲得兩年獎學金成為球隊U18一員。他在2019年3月獲得一份職業合約 ，雙方在同年6月簽下。2018/19賽季他在球隊U23發展隊上場18次，並在2020年7月與球會續約。
2021年1月8日，他被外借至英乙球會哈洛格特鎮至季末，羅伯茨在翌日對剑桥联的比賽首次職業聯賽上場，擔任左邊衛，最終以2-1落敗，而他亦比賽中54分鐘因傷換下。3月底他因為受傷而回到伯明翰治療，傷癒後復出的賽事是4月20日主場以3-0不敵奥尔德姆的比賽。整個外借期他只在聯賽上場4次。
2021/22賽季，羅伯茨在英格蘭聯賽盃對富勒姆的比賽首次代表伯明翰上場，他踢滿全場而球隊最終以2-0落敗。11月7日英冠聯賽對雷丁，當時球隊另外五名後衛球員因傷缺陣，羅伯茨因此獲得先發上場出任左邊衛，而球隊最終以2-1落敗。
2022年1月31日，他被外借至英乙球會卡莱尔联，並於2月12日首次上場參加以2-2打平科尔切斯特联的比賽，他在整個外借期共上場6次。